# تحالف الدول الجزرية الصغيرة
إن تحالف الدول الجزرية الصغيرة (AOSIS) هو منظمة حكومية دولية للدول الجزرية الساحلية المنخفضة والصغيرة. وقد كان الغرض الأساسي من هذا التحالف، الذي تأسس عام 1990، هو تعزيز أصوات الدول الجزرية الصغيرة النامية (SIDS) لمعالجة الاحترار العالمي. وقد كان هذا التحالف (AOSIS) نشطًا للغاية منذ نشأته، مما أثار نص المشروع الأول في مفاوضات بروتوكول كيوتو في وقت مبكر من عام 1994.
وقد كانت العديد من الدول الأعضاء حاضرة في مؤتمر كوبنهاغن للتغيرات المناخية 2009 (COP15) الذي انعقد في شهر ديسمبر. وقد أفاد برنامج الديمقراطية الآن! أن أعضاء الدولة الجزرية توفالو قاطعوا إحدى الجلسات في 10 ديسمبر 2009 للمطالبة بوضع حد لارتفاع درجات الحرارة العالمية يقدر بـ 1.5 درجة بدلاً من الحد المقترح المقدر بدرجتين.
يتكون تحالف الدول الجزرية الصغيرة من 39 عضوًا، منهم 37 أعضاء في الأمم المتحدة و5 مراقبين من جميع أنحاء العالم. ويمثل التحالف 28% من البلدان النامية و20% من الدول الأعضاء في الأمم المتحدة.

## الدول الأعضاء في تحالف الدول الجزرية الصغيرة
الدول الأعضاء هي:
| في المحيط الأطلسي والبحار المتصلة به: - أنتيغوا وباربودا - باهاماس - باربادوس - بليز - الرأس الأخضر - كوبا - دومينيكا - جمهورية الدومينيكان - غرينادا - غينيا بيساو - غيانا - هايتي - جامايكا - سانت كيتس ونيفيس - سانت لوسيا - سانت فينسنت والغرينادين - ساو تومي وبرينسيب - سورينام - ترينيداد وتوباغو في المحيط الهندي: - جزر القمر - جزر المالديف - موريشيوس - سيشل | في المحيط الهادئ: - جزر كوك - فيجي - كيريباتي - جزر مارشال - ولايات ميكرونيسيا المتحدة - ناورو - نييوي - بالاو - بابوا غينيا الجديدة - ساموا - سنغافورة - جزر سليمان - تيمور الشرقية - تونغا - انضمت في 27 سبتمبر 2012 - توفالو - فانواتو |  |

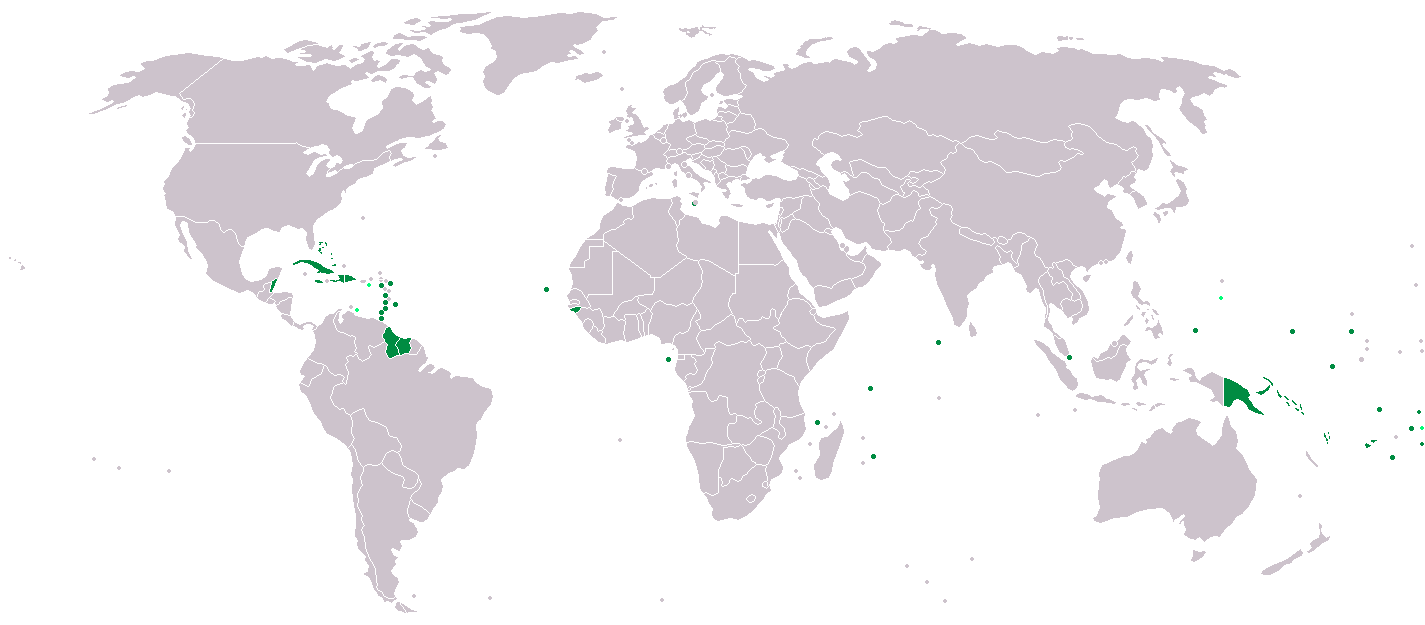
أعضاء تحالف الدول الجزرية الصغيرة باللون الأخضر الداكن؛ المراقبون باللون الأخضر الفاتح (اعتبارًا من مارس 2008).

كما يمتلك تحالف الدول الجزرية الصغيرة خمسة مراقبين: ساموا الأمريكية وغوام وجزر الأنتيل الهولندية وبورتوريكو وجزر العذراء الأمريكية.

## رئاسة الجلسة
- روبرت فان ليروب (فانواتو) 1994-1997
- تويلوما نيروني سلاد (ساموا) 1997-2002
- جاغديش كونجول (موريشيوس) 2002-2005
- أنيلي سوبوغا (ممثلة) (تولافو) 2005-2006
- جوليان هنت (سانت لوسيا) 2006
- أنجوس فرايداي (غرينادا) 2006-2009
- ديسيما وليامز (غرينادا) 2009-2011
- مارلين موسى (ناورو) 2012–2014 الحاضر[2]
- Thoriq Ibrahim (المالديف) 2015–present[6]

## وصلات خارجية
- الموقع الرسمي